# 85e cérémonie des New York Film Critics Circle Awards
La 85e cérémonie des New York Film Critics Circle Awards (NYFCC Awards), décernés par le New York Film Critics Circle, a eu lieu le 7 janvier 2020 et a récompensé les films sortis dans l'année 2019.

## Palmarès
- Meilleur film : The Irishman
- Meilleur réalisateur : Joshua et Ben Safdie - Uncut Gems
- Meilleur acteur : Antonio Banderas - Douleur et Gloire
- Meilleure actrice : Lupita Nyong’o - Us
- Meilleure actrice dans un second rôle : Laura Dern - Marriage Story et Les Quatre Filles du docteur March
- Meilleur acteur dans un second rôle : Joe Pesci - The Irishman
- Meilleur scénario : Quentin Tarantino - Once Upon a Time… in Hollywood
- Meilleur film d'animation : J'ai perdu mon corps
- Meilleure photographie : Claire Mathon - Portrait de la jeune fille en feu
- Meilleur film non-fiction : Honeyland
- Meilleur film en langue étrangère : Parasite (Corée du Sud)
- Meilleur premier film : Mati Diop - Atlantique